# My Winter Storm
My Winter Storm (укр. Моя хурделиця) — другий сольний альбом фінської співачки Тар'ї Турунен, і перший, що складається в основному з нових та оригінальних пісень, спеціально написаних самою Турунен або для неї. Альбом був випущений Universal Music 19 листопада 2007 у Фінляндії, 2 січня 2008 у Південній Америці та 26 лютого в Північній Америці. У Великій Британії також випущено спеціальну версію, обмежену 300-ми примірниками.
Альбом був записаний у співпраці з різними артистами, в тому числі віолончелістом Мартіном Тілльманом, гітаристом Кіко Лоурейро і композитором Джеймсом Дулі. Крім того, Турунен відіграє додаткові клавішні. Альбом відповідає кільком музичним стилям, включаючи альтернативний рок і класичну музику; він був записаний у різних студіях у Фінляндії, Бразилії, Ірландії, США, Іспанії, Швейцарії, Німеччині та Чехії.
My Winter Storm став платиновим у Фінляндії і двічі платиновим у Росії, а також золотим у Чехії; альбом провів два з половиною місяці Національному фінському хіт-параді, досягнувши високого положення вже під час першого тижня; також протримався чотири місяці у Німецькому Top 100, два місяці у Швейцарському Топ 100 і повний місяць в Австрійському Top 40, закінчивши 2007 рік на 11 сходинці European Top 100 Albums з більш ніж 500 000 проданих копій.
На підтримку альбому Тар'я організувала Storm World Tour від Берліна 25 листопада 2007 до Лондона 19 жовтня 2009.

## Список композицій
| Стандартний випуск | Стандартний випуск       | Стандартний випуск                                                             | Стандартний випуск |
| #                  | Назва                    | Автор                                                                          | Тривалість         |
| ------------------ | ------------------------ | ------------------------------------------------------------------------------ | ------------------ |
| 1.                 | «Ite, Missa Est»         | Anders Wollbeck, Mattias Lindblom, Harry Sommerdahl                            | 0:27               |
| 2.                 | «I Walk Alone»           | Wollbeck, Lindblom, Sommerdahl                                                 | 3:53               |
| 3.                 | «Lost Northern Star»     | Kiko Masbaum, Michelle Leonard, Тар'я Турунен                                  | 4:22               |
| 4.                 | «Seeking for the Reign»  | Adrian Zagoritis, Torsten Stenzel, Angela Heldmann, Turunen                    | 0:58               |
| 5.                 | «The Reign»              | Zagoritis, Stenzel, Heldmann, Turunen                                          | 4:07               |
| 6.                 | «The Escape of the Doll» | Ruud Houweling, Michiel Van Zundert                                            | 0:32               |
| 7.                 | «My Little Phoenix»      | Houweling, Van Zundert                                                         | 4:02               |
| 8.                 | «Boy and the Ghost»      | Jessika Lundstrom, Anine Stang, Alexander Jonsson, Lindblom, Wollbeck, Turunen | 4:36               |
| 9.                 | «Sing for Me»            | Kid Crazy, Christel Sundberg, Tracy Lipp                                       | 4:16               |
| 10.                | «Oasis»                  | Turunen                                                                        | 5:10               |
| 11.                | «Poison»                 | Еліс Купер, Дезмонд Чайлд, John McCurry                                        | 4:01               |
| 12.                | «Our Great Divide»       | Wollbeck, Hanne Sørvaag, Lindblom, Turunen                                     | 5:05               |
| 13.                | «Sunset»                 | Zagoritis, Stenzel, Heldmann, Turunen                                          | 0:36               |
| 14.                | «Damned and Divine»      | Zagoritis, Stenzel, Heldmann, Turunen                                          | 4:29               |
| 15.                | «Die Alive»              | Wollbeck, Sørvaag, Lindblom, Turunen                                           | 4:04               |
| 16.                | «Minor Heaven»           | Wollbeck, Lindblom                                                             | 3:53               |
| 17.                | «Ciarán's Well»          | Alex Scholpp, Leonard, Doug Wimbish, Turunen                                   | 3:39               |
| 18.                | «Calling Grace»          | Masbaum, Leonard, Turunen                                                      | 3:06               |

| Бонуси у випуску на CD/DVD | Бонуси у випуску на CD/DVD                                            | Бонуси у випуску на CD/DVD |
| #                          | Назва                                                                 | Тривалість                 |
| -------------------------- | --------------------------------------------------------------------- | -------------------------- |
| 19.                        | «Damned Vampire & Gothic Divine» ("важка" версія "Damned and Divine") | 5:01                       |
| 20.                        | «I Walk Alone» (Artist Version)                                       | 4:23                       |
| 21.                        | «I Walk Alone» (In Extremo Remix)                                     | 4:31                       |

| Бонуси для Великої Британії | Бонуси для Великої Британії | Бонуси для Великої Британії |
| #                           | Назва                       | Тривалість                  |
| --------------------------- | --------------------------- | --------------------------- |
| 16.                         | «The Seer»                  | 4:16                        |

| Бонуси у випуску на CD/DVD у США | Бонуси у випуску на CD/DVD у США                       | Бонуси у випуску на CD/DVD у США | Бонуси у випуску на CD/DVD у США |
| #                                | Назва                                                  | Автор                            | Тривалість                       |
| -------------------------------- | ------------------------------------------------------ | -------------------------------- | -------------------------------- |
| 19.                              | «I Walk Alone» (In Extremo Remix)                      |                                  | 4:41                             |
| 20.                              | «You Would Have Loved This» (live, Cori Connors cover) | Helen Roy Connors                | 4:08                             |
| 21.                              | «Damned and Divine» (live)                             |                                  | 5:45                             |

| Бонуси для Японії | Бонуси для Японії         | Бонуси для Японії |
| #                 | Назва                     | Тривалість        |
| ----------------- | ------------------------- | ----------------- |
| 19.               | «Ciarán's Well» (live)    | 3:48              |
| 20.               | «Our Great Divide» (live) | 5:16              |

### Бонуси для DVD Deluxe Edition
- Фотогалерея
- I Walk Alone (Single Version Video)
- I Walk Alone (Artist Version Video)
- I Walk Alone (Як робилося відео)
- My Winter Storm (Як робився альбом).

### Випуск Special Extended
My Winter Storm — Special Extended Edition був представлений 2 січня 2009 р. у вигляді подвійного CD. Він містив нову обкладинку, кілька концертних треків і міксів, а також нові пісні «Enough», «Wisdom of Wind» і «The Seer» (за участю Доро Пеш). Та був випущений The Seer EP.
| Диск перший 1. «Ite Missa Est» 2. I Walk Alone 3. «Lost Northern Star» 4. «Seeking for the Reign» 5. «The Reign» 6. «The Escape of the Doll» 7. «My Little Phoenix» 8. «Boy and the Ghost» 9. «Sing for me» 10. «Oasis» 11. «Poison» 12. «Our Great Divide» 13. «Sunset» 14. «Damned and Divine» 15. «Die Alive» 16. «The Seer» 17. «Minor Heaven» 18. «Ciarán's Well» 19. «Calling Grace» | Диск другий 1. «Enough» 2. «The Seer» (featuring Doro Pesch) 3. «Lost Northern Star» (Tägtgren Remix) 4. «Wisdom of Wind» 5. «The Reign» (Score Mix) 6. «Die Alive» (Alternative Version) 7. «Boy and the Ghost» (Izumix) 8. «Calling Grace» (Full version) 9. «Lost Northern Star» (Ambience Sublow Mix) 10. «Damned and Divine» (live in Kuusankoski) 11. «You Would Have Loved This» (live in Kuusankoski) 12. «Our Great Divide» (live in Kuusankoski) 13. «Ciarán's Well» (live in Kuusankoski) |

## Персонал[11]

### Музиканти
Учасники музичного колективу
- Tarja Turunen — головна роль і бек-вокал
- Alex Scholpp — електрогітари
- Doug Wimbish — бас-гітара
- Earl Harvin — барабани
- Torsten Stenzel — клавішні та програмування

Запрошені музиканти
- Martin Tillman — віолончель та електрична віолончель
- Izumi Kawakatsu — піаніно
- Lili Haydin — скрипка
- Kiko Loureiro — акустичні гітари
- Оркестр Чеського телебачення і хор під керуванням Їржі Кубіка та Яна Бриха Jiří Kubík and Jan Brych)
- Dana Niu — провідний диригент
- Tea Tähtinen, Toni Turunen, Daniel Presley — бек-вокал на трекові «Poison»
- Kid Crazy — додаткові клавішні на трекові «Sing for Me»
- Peter Tägtgren — соло-гітара на трекові «Lost Northern Star» (Tägtgren Remix).

### Продакшн
- Daniel Presley — продюсер
- James Dooley — оркестрові і хорові аранжування, співпродюсер треку «Our Great Divide»
- Mel Wesson — ембієнт-дизайн та електронні аранжування
- Doug Cook — інженер звукозапису
- Dani Castelar, Noel Zancanella, Thiago Bianchi, Helge Van Dyk, Felix Gauder — додаткові інженери
- Milan Jilek, Cenda Kottzmann — інженер звукозапису оркестру і хору
- Slamm Andrews — мікшування
- Louie Teran — мастеринг
- Dirk Rudolph — обкладинка альбому
- Jens Bold — фотограф.

## Чарти
| Чарт (2007)                                                       | Найвища позиція |
| ----------------------------------------------------------------- | --------------- |
| Austrian Top 40 Albums Ö3 Austria Top 40                          | 11              |
| Belgian Ultratop (Flanders) Ultratop                              | 78              |
| Belgian Ultratop (Wallonia) Ultratop                              | 94              |
| Czech Albums Chart IFPI                                           | 33              |
| European Top 100 Albums                                           | 11              |
| Finnish Albums Chart Mitä hittiä                                  | 1               |
| French Albums Chart Syndicat National de l'Édition Phonographique | 88              |
| German Albums Chart Media Control Charts                          | 3               |
| Hungarian Albums Chart Mahasz                                     | 18              |
| Norwegian Albums Chart VG-lista                                   | 37              |
| Spanish Albums Chart Productores de Música de España              | 77              |
| Swedish Albums Chart Sverigetopplistan                            | 41              |
| Swiss Top 100 Albums Swiss Music Charts                           | 15              |
| US Top Heatseekers Top Heatseekers                                | 46              |

| Країна    | Результат сертифікації |
| --------- | ---------------------- |
| Чехія     | Золотий                |
| Фінляндія | Платиновий             |
| Німеччина | Золотий                |
| Росія     | 2× Платиновий          |